# Hemiglaea costalis
Hemiglaea costalis är en fjärilsart som beskrevs av Butler 1879. Hemiglaea costalis ingår i släktet Hemiglaea och familjen nattflyn. Inga underarter finns listade i Catalogue of Life.